# Cantón de Laurière
El cantón de Laurière era una división administrativa francesa, que estaba situada en el departamento de Alto Vienne y la región de Limusín.

## Composición
El cantón estaba formado por seis comunas:
- Bersac-sur-Rivalier
- Jabreilles-les-Bordes
- La Jonchère-Saint-Maurice
- Laurière
- Saint-Léger-la-Montagne
- Saint-Sulpice-Laurière

## Supresión del cantón de Laurière
En aplicación del Decreto nº 2014-194 de 20 de febrero de 2014, el cantón de Laurière fue suprimido el 22 de marzo de 2015 y sus 6 comunas pasaron a formar parte del nuevo cantón de Ambazac.